# Лєна Лягушонкова
Лена Лягушонкова (нар. 1 вересня 1984, смт Станиця Луганська) — українська драматургиня, сценаристка, письменниця. Належить до напрямку «нова драма». Лауреатка європейської премії молодих драматургів.

## Життєпис
Народилася у смт Станиця Луганська. Закінчила Луганський національний університет ім. Тараса Шевченка історичний факультет (спеціальність — соціальна робота). Під час навчання брала участь у театральних гуртках. Творча прем'єра відбулась на фестивалі «Тиждень актуальної п'єси» 2018 року.
Переїхала до Києва з початком війни Росії в Україні . У 2019 році лабораторії навчалась у драматургії для молодіжного театру PostPlay Theatre у Києві.
Під час російського повномасштабного вторгнення 5 березня вдруге була змушена евакуюватись. Перебувала на резиденції у Варшаві та Гельсінкі. У 2023 брала участь у ІV Лабораторії драматургії Національної спілки театральних діячів України з темою «Як писати про війну в драматургічних текстах».
Любить історію Давнього Риму, але пише про «тут і зараз». У 2025 році опублікувала свій дебютний прозовий твір — роман «Мій прапор запісяв котик», виданий у видавництві «Урбіно».
У січні 2024 року п'єса «Мать Горького» («Moren av Gorkij») вийшла норвезькою у видавдництві Solum Bokvennen , разом з творами Наталії Блок «Стань найкращою версією себе» («Velg den beste versjonen») та Наталії Ворожбит «Погані дороги» («Dårlige veier»). Також її текст вийшов у збірці англійською «Ukrainian New Drama after the Euromaidan Revolution». У січні 2024 року п’єсу «Мати Горького» було представлено у форматі сценічного читання в Національному театрі Норвегії («Nationaltheatret») в Осло у межах проєкту «Historier fra Ukraina» (укр. «Історії з України»).

## Творчість
- «Чапаєв і Василіса» підліткова п’єса без матів
- «Бука» Дикий театр (у співавторстві із Катериною Пеньковою)[15]
- 2018 — «BAZA» презентована на IX фестивалі «Тиждень актуальної п’єси» (Інститут ім. Ґете)[5]
- 2019 — «Дикі люди» комедія, похідний твір «Як у людей» (Дикий Театр)
- 2019 — «Річ Річ» інсценізація за п’єсою В.Шекспіра «Річард II» у Дикому театрі (Київ)
- 2019 — сімейна сага «Мать Горького» («Мої родичі та інші покидьки», театр Лесі Українки, грудень 2019[4], Theatr Stuttgart Shauspiel 2022[16], Норвезький національний театр січень 2024 року[17])
- мюзикл «Чума» (у співавторстві із Катериною Пеньковою)
- «ПГТ» хроніки [18]
- «Механічний апельсин»[19]
- 2020 — «Макбет» адаптація однойменної п’єси В. Шекспіра в колаборації з Андрієм Бондаренком у Львівському академічному театрі ім. Лесі Українки
- 2022, 24 лютого — «Моє знамя обісцяла киця»[20]
- 2022 — Życie na wypadek wojny — Theatr Polski in Bydgoszcz [21]
- 2023 — Moj standar zasikal kotek — TR Warszawa 2023[22]

## Нагороди
- 2022 — Європейська премія молодих драматургів[23][24][2]
- 2024 — Спеціальна відзнака журі «За найкращу сучасну п’єсу» фестивалю‑премії «ГРА» (2024) була присуджена Лєні Лягушонковій за її п’єсу «Кортес» (Київський академічний театр «Золоті ворота») під час VI Всеукраїнського фестивалю‑премії «ГРА» у Києві[25]